# Howard Garns
 (avril 2024).
Si vous disposez d'ouvrages ou d'articles de référence ou si vous connaissez des sites web de qualité traitant du thème abordé ici, merci de compléter l'article en donnant les références utiles à sa vérifiabilité et en les liant à la section « Notes et références ».
Howard Garns, né le 2 mars 1905 dans l'Indiana et mort le 6 octobre 1989 à Indianapolis, est un architecte. Il gagne, après sa mort, une renommée mondiale en étant le créateur de Number Place (« l'endroit des nombres »), un puzzle de nombres aujourd’hui populaire sous le nom de Sudoku.

## Biographie
Howard Garns est né à Connersville[réf. nécessaire], dans l'Indiana. Pendant son adolescence, il déménage à Indianapolis avec son père W. H. Garns, un architecte. Il étudie à l'Indianapolis Technical High School (maintenant connue sous le nom d'Arsenal Technical High School ou Tech High School) et est diplômé en 1922. Il entre ensuite à l'université de l'Illinois et obtient son baccalauréat de sciences en génie architectural et de l’ingénieur en 1926. Il travaille pour l'entreprise de son père jusqu'à la Seconde Guerre mondiale, où il devient capitaine du corps du génie de l'armée des États-Unis (en anglais : United States Army Corps of Engineers ou USACE). Après la guerre, il rejoint le cabinet d'architecture Daggett.
Selon ses amis, il s'habillait toujours de manière élégante et originale et portait une fine moustache[réf. nécessaire].
Il meurt d'un cancer le 6 octobre 1989, et est enterré dans le cimetière de Crown Hill, Indianapolis.

## Invention deNumber Place
Les collègues de Garns au sein du cabinet d'architecture Daggett à Indianapolis rappellent[Quoi ?] le designer travaillant sur le jeu sur une des planches à dessin de l'entreprise. George Wiley, dessinateur pour l'entreprise entre 1957 et 1967, déclare au Indianapolis Monthly : « Nous avions deux planches à dessin supplémentaires et un jour, Howard était assis, je me suis approché et je lui ai demandé à quoi il travaillait. Il m'a répondu « Oh, un jeu ». Cela ressemblait à un jeu de mots croisés, mais la grille avait des petits carrés avec  des numéros. Je me suis approché et il a tout masqué. C'était un secret. » Robert Hindman, autre dessinateur au sein du cabinet, corrobore l'histoire : « J'ai vu des croquis et je pensais que c'était un jeu de mots croisés mais je n'étais pas vraiment intéressé à ça, dit-il, c'était son truc, il adorait le faire. »
Dell Pencil Puzzles and Word Games, imprimerie des jeux de puzzles, publie le premier numéro en mai 1979 mais sans la signature de Garns sur le puzzle. Cependant, Will Shortz, compilateur de mots croisés du New York Times, découvre que le nom de Garns apparait dans la liste des contributeurs du premier magazine quand Number Place est apparu mais est absent dans toutes les autres éditions.
Garns est vivant quand Number Place, rebaptisé Sudoku, devient populaire au Japon au milieu des années 1980, mais meurt avant que le jeu devienne un phénomène international à partir de novembre 2004, lorsqu'il est imprimé par The Times de Londres.